# 锦和站
锦和站，位于中华人民共和国湖南省怀化市麻阳苗族自治县锦和镇，是渝怀铁路上的火车站，建于2006年，由广州铁路集团管辖。
锦河站原设有1座基本站台和3条股道，渝怀铁路复线工程期间新建到发线1条、站台1座和跨线天桥。

## 車站周邊
- 锦和华帝王朝大酒店
- 中国邮政储蓄银行锦和支行
- 锦和中心卫生院